# Eugénie Éboué-Tell
Eugénie Éboué-Tell (* 23. November 1891 in Cayenne; † 20. November 1972 in Pontoise) war eine französische Politikerin, Ethnologin, Lehrerin und Widerstandskämpferin. Sie engagierte sich für die Gleichstellung von Frauen und die Rechte der Menschen in den französischen Überseegebieten. Ihre politische Karriere umfasste Mandate in der Nationalversammlung, dem französischen Senat und kommunale Ämter.

## Leben
Eugénie Éboué wurde 1891 in Cayenne in Französisch-Guayana geboren. Ihr Vater, Hippolyte Tell, war der erste schwarze Direktor der Strafvollzugsbehörde von Saint-Laurent-du-Maroni. Nach ihrer Ausbildung in Montauban kehrte sie nach Französisch-Guayana zurück und arbeitete als Lehrerin. 1922 heiratete sie Félix Éboué, einen späteren Gouverneur und prominenten Unterstützer der Freien Französischen Streitkräfte. Das Paar hatte vier Kinder
Während Félix Éboués Tätigkeit in Afrika engagierte sich Eugénie Éboué-Tell aktiv in sozialen und politischen Projekten. Im Jahr 1940 schloss sie sich gemeinsam mit ihrem Mann General de Gaulles Freien Französischen Streitkräften an. Sie arbeitete als Krankenschwester in Brazzaville und wurde später für ihren Einsatz mit der Croix de Guerre und der Médaille de la Résistance ausgezeichnet.
Nach dem Tod ihres Mannes im Jahr 1944 begann sie eine politische Karriere. Sie wurde 1945 als eine der ersten Frauen in die französische Nationalversammlung gewählt, wo sie bis 1946 blieb. Später war sie Senatorin für Guadeloupe. Ihre politische Laufbahn endete nach mehreren Wahlniederlagen in den 1950er-Jahren.

## Wirken
Éboué-Tell wird als eine der ersten schwarzen Frauen in der französischen Politik und als Vorreiterin des Widerstands gegen den Kolonialismus in Erinnerung behalten. Ihr Beitrag zur französischen Geschichte wird zunehmend anerkannt, und es gibt Forderungen, sie gemeinsam mit ihrem Mann Félix Éboué im Panthéon zu ehren.
Sie setzte sich insbesondere für die Rechte der Bewohner der französischen Überseegebiete ein. Sie war aktiv an der Ausarbeitung von Gesetzen beteiligt, welche die Gleichstellung von Kindern aus den ehemaligen Kolonien mit denen in Frankreich verbessern sollten. Insbesondere kämpfte sie für die Ausweitung der Sozialversicherung und eine gerechtere Steuerpolitik in den Überseegebieten.
Neben ihrem politischen Engagement war sie eine Vorkämpferin für die Rechte der Frauen und unterstützte die Förderung von Sport und Bildung als Instrumente der sozialen Integration. In Asnières-sur-Seine, wo sie ab 1958 als Stadträtin tätig war, initiierte sie den Bau einer Schwimmhalle und setzte sich für Jugendsportprogramme ein.

## Auszeichnungen
Für ihre Verdienste wurde Éboué-Tell mehrfach geehrt. So war sie Kommandeurin der Ehrenlegion, Trägerin der Palmes Académiques und wurde mit der Médaille de la Résistance ausgezeichnet. Außerdem erhielt sie hohe Orden des Tschad und der Elfenbeinküste.